# Colemak
Colemak est une disposition des touches de clavier optimisée pour la saisie de l'anglais et mise au point par Shai Coleman en janvier 2006.
Cette disposition permet également de saisir du texte dans d'autres langues que l'anglais, notamment avec des caractères accentués et des caractères spéciaux, dont certains ne sont pas présents sur des claviers QWERTY ou AZERTY.
Colemak est aujourd'hui l'une des dispositions de touches alternatives les plus populaires, après la disposition Dvorak.

Disposition de touches Colemak.

## Caractéristiques
Comme la disposition Dvorak, Colemak remet en question les organisations de touches les plus répandues, connues pour leur mauvaise ergonomie, notamment la disposition QWERTY.
Les touches sont organisées de façon à :
- favoriser le maintien des doigts sur la rangée de touches du milieu ;
- maximiser l'alternance gauche-droite des mains lors de la frappe ;
- minimiser les suites de caractères tapés avec le même doigt ;
- équilibrer la répartition des caractères selon leur fréquence d'apparition entre les dix doigts, en attribuant les caractères les plus fréquents aux doigts les plus musclés ;
- minimiser le déplacement des mains sur le clavier et les positions non-ergonomiques.

Colemak se distingue de Dvorak en prenant en compte la difficulté d'adaptation pour un utilisateur habitué à la disposition QWERTY, notamment en conservant la position des touches Z, X, C et V, utilisées dans les raccourcis clavier.
La disposition Colemak transforme la touche verrouillage majuscule du clavier QWERTY en une seconde touche retour arrière pour la main gauche.

## Avantages
Selon les études effectuées par Carpalx, Colemak permettrait en moyenne une économie de plus de la moitié des efforts de déplacement des doigts sur le clavier par rapport à QWERTY, pour la saisie de texte en anglais.
Cette économie serait même légèrement supérieure à celle obtenue avec la disposition Dvorak (DSK), mais la différence entre les deux reste insignifiante en comparaison de celle avec la disposition QWERTY.
Ceci est non seulement un avantage du point de vue de la productivité (frappe plus rapide) et de la fiabilité (moins de fautes de frappes), mais aussi sur le plan de la santé : sur la base de considérations logiques et du ressenti des utilisateurs, l'utilisation de Colemak, tout comme de la disposition Dvorak, est recommandée aux personnes souffrant de troubles musculosquelettiques, notamment du syndrome du canal carpien.
Contrairement à la disposition Dvorak, Colemak maintient quelques similarités avec la disposition QWERTY, notamment la position des touches Z, X, C et V afin de ne pas remettre en question les raccourcis clavier les plus usités, à savoir couper, copier, coller et annuler.
Colemak permet de saisir des caractères non disponibles sur des claviers QWERTY ou AZERTY.
Bien que non optimisée pour d'autres langues que l'anglais ou pour les langages de programmation, la disposition Colemak demeure plus efficace que la disposition QWERTY.

## Inconvénients
L'organisation des touches en Colemak étant significativement différente de celle en QWERTY ou en AZERTY, son apprentissage nécessite un temps non négligeable.
Pour une personne habituée à une disposition traditionnelle, la migration vers Colemak s'accompagne d'une baisse importante de la vitesse de frappe durant le temps d'adaptation, variable suivant les personnes et les usages.
De plus, les raccourcis claviers de certains programmes peuvent être remis en question.
Comme la disposition Dvorak, mais dans des proportions moindres, Colemak sollicite l'auriculaire de façon plus intense que la disposition QWERTY.
Ce doigt étant généralement le moins musclé et le plus court (alors que la plupart des claviers, même une partie des claviers dits « ergonomiques », placent toutes les touches à égale distance de la main), ce point peut causer un inconfort notable.
Ne faisant pas partie des dispositions dominantes, et moins connue que Dvorak parmi les dispositions alternatives, la disposition Colemak n'est pas présente partout.
Cela oblige son utilisateur à l'installer lui-même avant de s'en servir.
Ce problème se contourne sous OS X, Linux, NetBSD et FreeBSD, Colemak étant désormais installé par défaut par la plupart des distributions.
L'alternance gauche-droite des mains est moins poussée avec Colemak qu'avec la disposition Dvorak.

## Compatibilité
Colemak est officiellement supporté sous Microsoft Windows, GNU/Linux, Apple MacOS et la plupart des Unix.
Il est néanmoins possible de reproduire cette disposition sur d'autres systèmes d'exploitation.